# Irgiczan
Irgiczan – rzeka w azjatyckiej części Rosji (Jakucja) w dorzeczu Indygirki; długość 211 km.
Płynie w górach Połousny Kriaż; u ich podnóży łączy się z rzeką Baky tworząc Ujandinę.